# Kendall Brown (basketspelare)
Kendall Thomas Brown, född 11 maj 2003 i Cottage Grove i Minnesota, är en amerikansk professionell basketspelare (SF/SG) som spelar för Brooklyn Nets i National Basketball Association (NBA). Han har tidigare spelat för Indiana Pacers.
Brown draftades av Minnesota Timberwolves i andra rundan i 2022 års draft som 48:e spelare totalt.
Innan han blev proffs studerade Brown vid Baylor University och spelade för deras idrottsförening Baylor Bears.